# Born in the U.S.A.
Born in the U.S.A. là album phòng thu thứ bảy của nghệ sĩ thu âm người Mỹ Bruce Springsteen, phát hành ngày 4 tháng 6 năm 1984 bởi Columbia Records. Nó được phát hành sau gần hai năm kể từ album phòng thu trước, Nebraska (1982). Được ghi âm và thực hiện từ năm 1982 đến năm 1984, album là sự kết hợp giữa nhiều thể loại nhạc khác nhau như rock and roll, heartland rock và pop, trong đó Springsteen đã viết lời và cho tất cả những bài hát từ bản thu âm, đồng thời tham gia đồng sản xuất với ban nhạc của ông E Street Band và những nhà sản xuất quen thuộc như Jon Landau, Chuck Plotkin và Steven Van Zandt. Born in the U.S.A. đánh dấu sự chuyển biến rõ rệt trong phong cách âm nhạc của Springsteen với việc khai thác những âm thanh sống động hơn những album phòng thu trước đây, nhưng vẫn tiếp tục phát triển những chủ đề và giá trị cấp tiến trong xã hội thông qua nội dung lời bài hát. Ngoài ra, nó cũng trở thành album đầu tiên được sản xuất dưới định dạng đĩa CD ở Hoa Kỳ để phát hành thương mại, sau khi CBS và Sony mở nhà máy sản xuất CD tại Terre Haute, Indiana vào tháng 9 năm 1984.
Sau khi phát hành, Born in the U.S.A. nhận được những ý kiến tích cực từ các nhà phê bình âm nhạc, trong đó họ đánh giá cao cấu trúc âm nhạc, thông điệp lời bài hát cũng như quá trình sản xuất nó. Ngoài ra, nó còn gặt hái nhiều giải thưởng và đề cử tại những lễ trao giải lớn, bao gồm chiến thắng tại giải thưởng Âm nhạc Mỹ năm 1986 cho Album Pop/Rock được yêu thích nhất và một đề cử giải Grammy cho Album của năm tại lễ trao giải thường niên lần thứ 27. Về mặt thương mại, Born in the U.S.A. tiếp nhận những thành công ngoài sức tưởng tượng trên toàn thế giới, đứng đầu các bảng xếp hạng ở Úc, Áo, Canada, Hà Lan, Đức, New Zealand, Na Uy, Thụy Điển, Thụy Sĩ và Vương quốc Anh, và lọt vào top 10 ở hầu hết những quốc gia nó xuất hiện, bao gồm vươn đến top 5 ở những thị trường lớn như Pháp, Ý và Tây Ban Nha. Tại Hoa Kỳ, album đạt vị trí số một trên bảng xếp hạng Billboard 200 và trụ vững trong bảy tuần không liên tiếp, trở thành album thứ hai của Springsteen làm được điều này và là album bán chạy nhất năm 1985 tại đây, cũng như được chứng nhận 15 đĩa Bạch kim từ Hiệp hội Công nghiệp ghi âm Mỹ (RIAA).
Bảy đĩa đơn đã được phát hành từ Born in the U.S.A., trong đó tất cả đều lọt vào top 10 trên bảng xếp hạng Billboard Hot 100 và giúp Springsteen ngang bằng thành tích cho cương vị album có nhiều đĩa đơn vươn đến top 10 nhất trong lịch sử. Đĩa đơn đầu tiên, "Dancing in the Dark" trở thành đĩa đơn đạt thứ hạng cao nhất của nam ca sĩ ở Hoa Kỳ và chiến thắng một giải Grammy cho Trình diễn giọng rock nam xuất sắc nhất, trong khi những đĩa đơn còn lại đều gặt hái những thành công đáng kể trên toàn cầu. Để quảng bá cho album, nam ca sĩ tiến hành thực hiện chuyến lưu diễn thế giới thứ tư Born in the U.S.A. Tour, bao gồm 156 buổi diễn và đi qua 12 quốc gia khác nhau. Với thành công từ Born in the U.S.A., Springsteen đã giúp phổ biến thể loại heartland rock trong nền âm nhạc đại chúng, và mở đường cho nhiều nghệ sĩ khác trong tương lai như John Mellencamp, Tom Petty và Bob Seger. Ngoài ra, album còn được xếp ở vị trí thứ 85 trong danh sách 500 Album vĩ đại nhất mọi thời đại của Rolling Stones, và đã bán được 30 triệu bản trên toàn cầu, trở thành một trong những album bán chạy nhất mọi thời đại.

## Danh sách bài hát
Tất cả các ca khúc được viết bởi Bruce Springsteen.
| Mặt A | Mặt A                    | Mặt A      |
| STT   | Nhan đề                  | Thời lượng |
| ----- | ------------------------ | ---------- |
| 1.    | "Born in the U.S.A."     | 4:38       |
| 2.    | "Cover Me"               | 3:29       |
| 3.    | "Darlington County"      | 4:48       |
| 4.    | "Working on the Highway" | 3:13       |
| 5.    | "Downbound Train"        | 3:35       |
| 6.    | "I'm on Fire"            | 2:40       |

| Mặt B | Mặt B                 | Mặt B      |
| STT   | Nhan đề               | Thời lượng |
| ----- | --------------------- | ---------- |
| 1.    | "No Surrender"        | 4:01       |
| 2.    | "Bobby Jean"          | 3:48       |
| 3.    | "I'm Goin' Down"      | 3:30       |
| 4.    | "Glory Days"          | 4:15       |
| 5.    | "Dancing in the Dark" | 4:04       |
| 6.    | "My Hometown"         | 4:34       |

## Thành phần thực hiện
- Bruce Springsteen – hát chính, ghi-ta chính, ghi-ta mộc

E Street Band
- Roy Bittan – đàn dương cầm, đàn synthesizer, giọng nền
- Clarence Clemons – kèn saxophone, bộ gõ, giọng nền
- Danny Federici – Hammond organ, glockenspiel, đàn dương cầm trong "Born in the U.S.A."
- Garry Tallent – ghi-ta bass, giọng nền
- Steven Van Zandt – ghi-ta nhịp, ghi-ta mộc, mandolin, giọng bè
- Max Weinberg – trống, giọng nền

Nhạc sĩ hỗ trợ
- Richie "La Bamba" Rosenberg – giọng nền trong "Cover Me" và "No Surrender"
- Ruth Davis – giọng nền trong "My Hometown"

Kỹ thuật
- Bob Clearmountain – phối khí
- John Davenport – kỹ sư hỗ trợ
- Jeff Hendrickson – kỹ sư hỗ trợ
- Andrea Klein – chỉ đạo nghệ thuật, thiết kế, thiết kế bìa đĩa
- Bruce Lampcov – kỹ sư hỗ trợ
- Annie Leibovitz – nhiếp ảnh gia
- Bob Ludwig – master
- Bill Scheniman – kỹ sư
- Toby Scott – kỹ sư
- Billy Straus – kỹ sư hỗ trợ
- Zoe Yanakis – kỹ sư hỗ trợ

## Xếp hạng
| Bảng xếp hạng (1984-85)             | Vị trí cao nhất |
| ----------------------------------- | --------------- |
| Úc (Kent Music Report)              | 1               |
| Album Áo (Ö3 Austria)               | 1               |
| Bỉ (IFPI)                           | 1               |
| Canada (RPM)                        | 1               |
| Album Hà Lan (Album Top 100)        | 1               |
| Châu Âu (Music & Media)             | 2               |
| Pháp (IFOP)                         | 2               |
| Đức (Offizielle Top 100)            | 1               |
| Ý (Sorrisi & Canzoni)               | 2               |
| Nhật Bản (Oricon)                   | 6               |
| Album New Zealand (RMNZ)            | 1               |
| Album Na Uy (VG-lista)              | 1               |
| Nam Phi (RiSA)                      | 1               |
| Tây Ban Nha (AFYVE)                 | 2               |
| Album Thụy Điển (Sverigetopplistan) | 1               |
| Album Thụy Sĩ (Schweizer Hitparade) | 1               |
| Album Anh Quốc (OCC)                | 1               |
| Album Hoa Kỳ Billboard 200          | 1               |

| Bảng xếp hạng (1980-89)               | Vị trí |
| ------------------------------------- | ------ |
| Australian Albums (Kent Music Report) | 7      |
| Austrian Albums (Ö3 Austria Top 40)   | 8      |

| Bảng xếp hạng    | Vị trí |
| ---------------- | ------ |
| US Billboard 200 | 5      |

| Bảng xếp hạng (1984)                   | Vị trí |
| -------------------------------------- | ------ |
| Australian Albums (Kent Music Report)  | 7      |
| Canada (RPM)                           | 1      |
| Dutch Albums (MegaCharts)              | 61     |
| German Albums (Offizielle Top 100)     | 39     |
| Japanese Albums (Oricon)               | 53     |
| New Zealand Albums (Recorded Music NZ) | 2      |
| Swiss Albums (Schweizer Hitparade)     | 5      |
| UK Albums (OCC)                        | 37     |
| US Billboard 200                       | 28     |
| Bảng xếp hạng (1985)                   | Vị trí |
| Australian Albums (Kent Music Report)  | 2      |
| Austrian Albums (Ö3 Austria Top 40)    | 3      |
| Canada (RPM)                           | 7      |
| Dutch Albums (MegaCharts)              | 1      |
| European Albums (Music & Media)        | 2      |
| French Albums (IFOP)                   | 19     |
| German Albums (Offizielle Top 100)     | 1      |
| Italian Albums (Sorrisi & Canzoni)     | 3      |
| New Zealand Albums (Recorded Music NZ) | 1      |
| Swiss Albums (Schweizer Hitparade)     | 4      |
| UK Albums (OCC)                        | 4      |
| US Billboard 200                       | 1      |
| Bảng xếp hạng (1986)                   | Vị trí |
| Canada (RPM)                           | 67     |
| European Albums (Music & Media)        | 35     |
| Spain (AFYVE)                          | 11     |
| US Billboard 200                       | 16     |

## Chứng nhận
| Quốc gia                                                                           | Chứng nhận   | Số đơn vị/doanh số chứng nhận |
| ---------------------------------------------------------------------------------- | ------------ | ----------------------------- |
| Úc (ARIA)                                                                          | 13× Bạch kim | 910.000^                      |
| Bỉ (BEA)                                                                           | Bạch kim     | 75.000*                       |
| Canada (Music Canada)                                                              | Kim cương    | 1.000.000^                    |
| Đan Mạch (IFPI Đan Mạch)                                                           | 2× Bạch kim  | 160.000^                      |
| Phần Lan (Musiikkituottajat)                                                       | 2× Bạch kim  | 108,913                       |
| Pháp (SNEP)                                                                        | Bạch kim     | 458,500                       |
| Đức (BVMI)                                                                         | 2× Bạch kim  | 1.000.000^                    |
| Ý (FIMI)                                                                           | Bạch kim     | 50.000*                       |
| Nhật Bản (RIAJ)                                                                    | 2× Bạch kim  | 560,000                       |
| Hà Lan (NVPI)                                                                      | 2× Bạch kim  | 200.000^                      |
| New Zealand (RMNZ)                                                                 | 17× Bạch kim | 255.000^                      |
| Na Uy (IFPI)                                                                       | Bạch kim     | 50.000*                       |
| Nam Phi (RiSA)                                                                     | Bạch kim     | 50.000^                       |
| Tây Ban Nha (PROMUSICAE)                                                           | Vàng         | 50.000^                       |
| Thụy Điển (GLF)                                                                    | 2× Bạch kim  | 200.000^                      |
| Thụy Sĩ (IFPI)                                                                     | 3× Bạch kim  | 150.000^                      |
| Anh Quốc (BPI)                                                                     | 3× Bạch kim  | 1,850,000                     |
| Hoa Kỳ (RIAA)                                                                      | 15× Bạch kim | 16,300,000                    |
| * Chứng nhận dựa theo doanh số tiêu thụ. ^ Chứng nhận dựa theo doanh số nhập hàng. |              |                               |